# Open de Moselle 2015
Open de Moselle 2015 byl tenisový turnaj pořádaný jako součást mužského okruhu ATP World Tour, který se hrál na krytých dvorcích s tvrdým povrchem komplexu Parc des Expositions de Metz Métropole. Konal se mezi 21. až 27. zářím 2015 v francouzských Metách jako třináctý ročník turnaje.
Turnaj s rozpočtem 494 310 eur patřil do kategorie ATP World Tour 250. Posledním přímým účastníkem v singlové soutěži byl 96. kazašský hráč klasifikace Oleksandr Nedověsov. Nejvýše nasazeným tenistou ve dvouhře se stala světová čtyřka Stan Wawrinka ze Švýcarska, která před čtvrtfinále odstoupila. Soutěž dvouhry dokázal na tomto turnaji potřetí ovládnout domácí tenista Jo-Wilfried Tsonga. Ve čtyřhře se stali vítězi Polák Łukasz Kubot a domácí hráč Édouard Roger-Vasselin.

## Rozdělení bodů a finančních odměn

### Rozdělení bodů
| Soutěž       | vítězové | finalisté | semifinalisté | čtvrtfinalisté | 16 v kole | 32 v kole | Q  | Q3 | Q2 | Q1 |
| ------------ | -------- | --------- | ------------- | -------------- | --------- | --------- | -- | -- | -- | -- |
| dvouhra mužů | 250      | 150       | 90            | 45             | 20        | 0         | 12 | 6  | 0  | 0  |
| čtyřhra mužů | 250      | 150       | 90            | 45             | 0         |           |    |    |    |    |

### Finanční odměny
| Soutěž                              | vítězové | finalisté | semifinalisté | čtvrtfinalisté | 16 v kole | 32 v kole | Q3   | Q2   | Q1 |
| ----------------------------------- | -------- | --------- | ------------- | -------------- | --------- | --------- | ---- | ---- | -- |
| dvouhra                             | €80 000  | €42 100   | €22 800       | €12 990        | €7 655    | €4 535    | €730 | €350 | —  |
| čtyřhra                             | €24 280  | €12 760   | €6 920        | €3 960         | €2 320    | —         | —    | —    | —  |
| částka ve čtyřhře je uvedena na pár |          |           |               |                |           |           |      |      |    |

## Mužská dvouhra

### Nasazení
| Stát                         | Hráč                   | ATP | Nasazení |
| ---------------------------- | ---------------------- | --- | -------- |
| Švýcarsko                    | Stan Wawrinka          | 4.  | 1.       |
| Francie                      | Gilles Simon           | 10. | 2.       |
| Francie                      | Jo-Wilfried Tsonga     | 17. | 3.       |
| Španělsko                    | Guillermo García-López | 31. | 4.       |
| Německo                      | Philipp Kohlschreiber  | 34. | 5.       |
| Slovensko                    | Martin Kližan          | 36. | 6.       |
| Francie                      | Adrian Mannarino       | 39. | 7.       |
| Španělsko                    | Fernando Verdasco      | 43. | 8.       |
| Žebříček ATP k 14. září 2015 |                        |     |          |

### Jiné formy účasti
Následující hráči obdrželi divokou kartu do hlavní soutěže:
- Pierre-Hugues Herbert
- Philipp Kohlschreiber
- Fernando Verdasco

Následující hráči postoupili z kvalifikace:
- Vincent Millot
- Édouard Roger-Vasselin
- Kenny de Schepper
- Mischa Zverev

### Odhlášení
před zahájením turnaje
- Julien Benneteau → nahradil jej Oleksandr Nedověsov

v průběhu turnaje
- Stan Wawrinka

## Mužská čtyřhra

### Nasazení
| Stát                                                                    | Hráč                  | Stát    | Hráč                   | ATP | Nasazení |
| ----------------------------------------------------------------------- | --------------------- | ------- | ---------------------- | --- | -------- |
| Francie                                                                 | Pierre-Hugues Herbert | Francie | Nicolas Mahut          | 21. | 1.       |
| Polsko                                                                  | Łukasz Kubot          | Francie | Édouard Roger-Vasselin | 52. | 2.       |
| Jižní Afrika                                                            | Raven Klaasen         | USA     | Rajeev Ram             | 72. | 3.       |
| USA                                                                     | Eric Butorac          | USA     | Scott Lipsky           | 86. | 4.       |
| Žebříček ATP k 14. září 2015; číslo je součtem umístění obou členů páru |                       |         |                        |     |          |

### Jiné formy účasti
Následující páry obdržely divokou kartu do hlavní soutěže:
- Gilles Müller /  Mike Scheidweiler
- Alexander Zverev /  Mischa Zverev

## Přehled finále

### Mužská dvouhra
- Jo-Wilfried Tsonga vs.  Gilles Simon, 7–6(7–5), 1–6, 6–2

### Mužská čtyřhra
- Łukasz Kubot /  Édouard Roger-Vasselin vs.  Pierre-Hugues Herbert /  Nicolas Mahut, 2–6, 6–3, [10–7]